# ヘンリー・ウィルモット (初代ロチェスター伯)

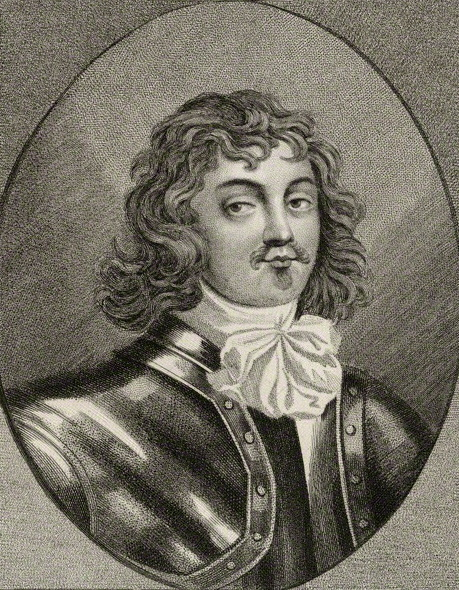
初代ロチェスター伯爵ヘンリー・ウィルモット

初代ロチェスター伯爵ヘンリー・ウィルモット（英：Henry Wilmot, 1st Earl of Rochester, 1612年10月26日 - 1658年2月19日）は、清教徒革命（イングランド内戦）期のイングランドの貴族・軍人。王党派の一員であり、有能な騎兵隊長として南部を転戦したが、独断で和睦を図って国王チャールズ1世と対立し罷免された。詩人で第2代ロチェスター伯爵ジョン・ウィルモットの父でもある。

## 生涯
ウィルモット子爵チャールズ・ウィルモットとサラ・アンダーソン夫妻の末子として誕生。
1642年に第一次イングランド内戦が始まると恩賞目当てで王党派に参加、10月23日のエッジヒルの戦いで左翼を担当、騎兵隊を率いてルパート（後のカンバーランド公）が率いる右翼と共に議会派の軍を蹴散らした。続いてディグビー男爵ジョージ・ディグビーの誘いに乗り、12月5日に議会派への毛織物供給を止めるためにウィルトシャーの都市マールボロを略奪、毛織物工業に頼るロンドンを拠点にしている議会派に衝撃を与えた。しかし一方で、この頃から早くもルパートとの対立が始まり、彼の命令に不満を唱えるようになった。
1643年4月に国王軍騎兵中将に任命、ウィルモット男爵に叙爵された。7月13日のラウンドウェイ・ダウンの戦いでラルフ・ホプトンの救援に駆け付け、ルパートの弟モーリスが率いる援軍の下でバイロン男爵ジョン・バイロンと共に騎兵隊を指揮、ウィリアム・ウォラーとアーサー・ヘジルリッジらの議会軍を側面攻撃で撃破した。だが、王党派が包囲したグロスター救援に出撃したエセックス伯ロバート・デヴァルーの軍を9月に迎撃したが敗北、そのことをルパートに咎められたことで彼との溝が深まった。12月にホプトンが占領したサセックスを奪還に向かったウォラーの軍勢を止めようとしたが、この行動にも失敗している。
それでも1644年6月29日、クロップレディ・ブリッジの戦いでチャールズ1世指揮下の国王軍でウォラーと対決、自身は捕らえられるも救出され、戦闘も国王軍の勝利に終わった。しかし8月、チャールズ1世がエセックス伯へ和睦を呼びかけると、密かに私信を添えてエセックス伯へ送り、チャールズ1世を退位させてチャールズ王太子（後のチャールズ2世）を擁立し和睦を図るべきと提案した。陰謀は発覚し8月8日にチャールズ1世により騎兵隊司令官を罷免されジョージ・ゴーリングに交代、フランス・パリへ隠棲した。陰謀の背景には内戦で疲弊した王党派の不満があり、ウィルモット罷免時には彼を慕う部下の騎兵将校たちが一時国王に抗議する騒ぎにまでなった。
パリでは友人で同じく軍から追放されたアニックのパーシー男爵ヘンリー・パーシーと出会い、王妃ヘンリエッタ・マリア・オブ・フランスに取り入って側近となった。一方でルパートに対する陰謀を仕掛けようとしたり、ディグビーとも対立して決闘で軽傷を負っている。
チャールズ1世が処刑されるとチャールズ2世の寝室係侍従に任命され行動を共にした。1650年、イングランド共和国と対立したスコットランドが協力の代わりに国民盟約署名をチャールズ2世に求めた際、賛成した1人であり、翌1651年に第三次イングランド内戦におけるウスターの戦いでもチャールズ2世の近くに待機、王党派が敗れるとチャールズ2世と共に逃亡、フランスへ逃げ帰った。1652年にロチェスター伯爵に叙爵されたが亡命生活に嫌気が差し、1655年にイングランドで王党派決起を計画して密かに帰国したが未然に防がれ、以後は借金で首が回らなくなり1658年にブルッヘで死去。35歳だった。爵位はイングランドに残った息子ジョンに受け継がれたが、後はほとんど遺産を残さなかったという。
クラレンドン伯爵エドワード・ハイドはロチェスター伯の素行の悪さを批判、著書『大内乱史』でゴーリングと共通点を見出すか比較する形で「大酒飲み、放蕩、傲慢な野心家、約束や友情を軽く見る性格」と多くの短所を書き記している。一方で「機知はゴーリングよりも人に受け、飲み仲間の間ではゴーリングより影響力があった」「放蕩と仕事を峻別しなおざりにすることは無かった」「臆病なほど宗教を気にかけていた」など少ないながらも長所も書いている。

## 子女
1633年にフランセス・モートンと結婚したが死別、1644年に準男爵サー・ジョン・シンジョンの娘で準男爵サー・フランシス・ヘンリー・リーの未亡人アンと再婚、1人息子ジョンを儲けた。